# Margarita Pilikhina
Margarita Pilikhina (russisk: Маргарита Михайловна Пилихина) (født 30. juni 1926 i Moskva i Sovjetunionen, død 13. marts 1975 samme sted) var en sovjetisk filmfotograf og filminstruktør.
Hun blev i 1956 medlem af kommunistpartiet og blev samme år leder af fotografafdelingen i Gorkij Film. I 1965 blev hun leder af fotografafdelingen i Mosfilm og blev medlem af bestyrelsen for Filmfotografernes sammenslutning i USSR, en organisation, som hun senere blev sekretær (daglig leder) for.  
Hendes mest kendte film som filminstruktør er balletfilmen Anna Karenina, der blev indspillet i 1974. Hun døde året efter i en alder af blot 48 år. 
Hun var beslægtet med feltmarskal Georgij Sjukov, der var hendes grandonkel.
Hun er begravet på Novodevitjekirkegården i Moskva.

## Film som fotograf (i udvalg)
- Za vlast Sovetov
- Foma Gordejev
- Mne dvadtsat let
- Dnevnyje zvjozdy
- Tjaikovskys liv og musik

## Film som instruktør
- Anna Karenina (Анна Каренина, 1975)[2][3]